# Gastornithidae
Gastornithidae — родина викопних нелітаючих птахів, що мешкали у палеоцені і еоцені, близько 55-45 млн років тому. Родина Gastornithidae утворює монотипічний ряд Gastornithiformes, який є близьким до гусеподібних. Були поширені по всій Азії, Європі та Північній Америці. Всі представники були дуже великими птахами, які не літали, подібно страусу, але мали масивніше тіло і з величезним дзьобом. В даний час вони вважаються всеїдними або травоїдними тваринами.

## Класифікація
- Ряд Gastornithiformes [= Diatrymiformes]
  - Родина Gastornithidae Fürbringer, 1888 [= Diatrymatidae]
    - Рід Gastornis Hébert, 1855
      - Gastornis ajax (Shufeldt, 1913)
      - Gastornis giganteus Cope, 1876 (Diatryma gigantea)
      - Gastornis parisiensis Hébert, 1855
      - Gastornis russeli Martin, 1992
      - Gastornis sarasini (Schaub, 1929)

    - Рід Zhongyuanus Hou, 1980
      - Zhongyuanus xichuanensis Hou, 1980